# 天草倶楽部
天草倶楽部（あまくさくらぶ）は、2007年12月から活動を始めた地域づくり団体。天草（熊本県上天草市、天草市、苓北町）に雇用を生み出し元気にするため県内外から講師を招いて講演する異業種交流会など開催。

## 主な事業
- 講演会、交流会の開催

## 過去の講演会及び交流会
- 2008年
  - 1月24日 - 第1回 天草倶楽部 講師：萩原経営情報館 塾長 萩原雄祐
  - 4月17日 - 第2回 天草倶楽部 講師：株式会社トータルオフィス・タナカ 代表取締役 田中美智子
  - 7月10日 - 第3回 天草倶楽部 講師：株式会社タンク 代表取締役 増田紀彦
  - 10月16日 - 第4回 天草倶楽部 意見交流会
- 2009年
  - 1月15日 - 第5回 天草倶楽部 講師：天草謹製認定委員会 益﨑洋一郎
  - 4月16日 - 第6回 天草倶楽部 講師：株式会社エアプレインプロジェクト 代表取締役 上白石浩紀
  - 7月16日 - 第7回 天草倶楽部 講師：株式会社メディア・インターナショナル 代表取締役 福本和敏
  - 10月15日 - 第8回 天草倶楽部 講師：九州ルーテル学院大学 客員教授 大畑誠也
- 2010年
  - 1月21日 - 第9回 天草倶楽部 講師：NPO法人日本ギニアコナクリ国際交流協会 理事長 カマラ モハメッド
  - 4月15日 - 第10回 天草倶楽部 講師：徳永社会保険労務士事務所 所長 徳永真伸
  - 7月22日 - 第11回 天草倶楽部 講師：株式会社オレンジブロッサム 代表取締役 村上浮子
  - 10月14日 - 第12回 天草倶楽部 講師：ワイナリー経営 渡辺満雄
- 2011年
  - 1月13日 - 第13回 天草倶楽部 講師：冠婚葬祭研究所 顧問 日高知宏
  - 4月14日 - 第14回 天草倶楽部 講師：るるわ珈琲 マスター 内山渉
  - 7月14日 - 第15回 天草倶楽部 講師：NPO法人 障がい者支援の会すまいる 理事長 伊藤智佳子
  - 10月13日 - 第16回 天草倶楽部 講師：一般社団法人 輝け日本の会 理事長 谷川政敏
- 2012年
  - 1月19日 - 第17回 天草倶楽部 講師：有限会社パーティープロ 代表取締役 上畠榮一
  - 4月12日 - 第18回 天草倶楽部 講師：有限会社東都葬祭 代表取締役 永目逸伸
  - 7月12日 - 第19回 天草倶楽部 講師：パフォーマンスインストラクター 樋口久美子
  - 10月11日 - 第20回 天草倶楽部 講師：熊本県 企画振興部 地域振興課 参事 山中智広
- 2013年
  - 1月17日 - 第21回 天草倶楽部 講師：有限会社コージュ 取締役社長 井手広司
  - 4月11日 - 第22回 天草倶楽部 講師：フィッシャリーナ天草株式会社 支配人 柴田哲
  - 6月5日 - 第23回 天草倶楽部 講師：株式会社アルファ・システム 代表取締役社長 佐々木哲哉 開催場所：熊本県立上天草高等学校
  - 10月4日 - 第24回 天草倶楽部 講師：御所浦アイランドツーリズム推進協議会 事務局長 三宅雅啓
- 2014年
  - 1月28日 - 第25回 天草倶楽部 講師：医療法人社団 永寿会 天草第一病院 事務局局長 荒木龍三
  - 4月10日 - 第26回 天草倶楽部 講師：NPO法人 IOBスポーツ推進事業団 理事長 福島貴志
  - 7月24日 - 第27回 天草倶楽部 講師：農業コンサルタント 前之園行政書士事務所 前之園博一
  - 10月10日 - 第28回 天草倶楽部 講師：ボディケア整体 ビッグハートマム 山本しのぶ
- 2015年
  - 1月22日 - 第29回 天草倶楽部 講師：合同会社天草サポートステーション 代表社員 酒田拓也
  - 4月15日 - 第30回 天草倶楽部 講師：天草設備株式会社 代表取締役 横山英生
  - 7月2日 - 第31回 天草倶楽部 講師：アマビズ Ama-biZ 天草市起業創業・中小企業支援センター センター長 野間英樹
  - 10月7日 - 第32回 天草倶楽部 講師：村上カラシレンコン店 村上範年
- 2016年
  - 1月20日 - 第33回 天草倶楽部 講師：ラビングコミュニケーション あくららーる 井上紀久子
  - 4月6日 - 第34回 天草倶楽部 講師：株式会社堤写真館 代表取締役 堤あこ
  - 7月27日 - 第35回 天草倶楽部 講師：株式会社創知堂 代表取締役 桑原正浩
  - 10月6日 - 第36回 天草倶楽部 講師：株式会社シンクジャパン 代表取締役 植野匡英
- 2017年
  - 1月18日 - 第37回 天草倶楽部 講師：NPO法人KAプロジェクト 理事長 田中万里
  - 4月12日 - 第38回 天草倶楽部 講師：有限会社サンユー電気設備工業 代表取締役 富永四子男
  - 7月12日 - 第39回 天草倶楽部 講師：むらなか司法書士事務所 村中順子
  - 10月26日 - 第40回 天草倶楽部 講師：医療法人青垣会 さくら小児科 久野武

天草倶楽部特別編
- 2013年（みんなで宝島をプロデュースPROJECT）
  - 3月2日 
    - 第1回 天草マーケット開催 開催場所：フィッシャリーナ天草
    - 天草倶楽部特別編 講師：株式会社ハート・ラボ・ジャパン 代表 知識茂雄

  - 10月12日
    - 第2回 天草マーケット開催 開催場所：フィッシャリーナ天草
    - 天草倶楽部特別編 講師：熊本県くまもとブランド推進課 課長 成尾雅貴